# Август Франц Фридрих фон Кастел-Ремлинген
Август Франц Фридрих фон Кастел-Ремлинген (на немски: August Franz Friedrich zu Castell-Remlingen; * 31 юли 1705; † 16 май 1767 в Кастел) от род Кастел е граф и господар на Кастел-Ремлинген (1709 или 1717 до 1767). Той управлява с полубрат си Карл Фридрих Готлиб (1679 -1743) и братята си Волфганг Георг II (1694 – 1735) и Лудвиг Фридрих (1707 – 1772).

## Биография
Той е син на граф Волфганг Дитрих фон Кастел-Ремлинген (1641 – 1709), бургграф на Алцай, и втората му съпруга графиня Доротея Рената фон Цинцендорф-Потендорф (1669 – 1743), дъщеря на граф Максимилиан Еразмус фон Цинцендорф-Потендорф (1633 – 1672) и Анна Амалия фон Дитрихщайн (1638 – 1696). Внук е на Волфганг Георг фон Кастел-Ремлинген I († 1668) и графиня София Юлиана фон Хоенлое-Валденбург-Пфеделбах († 1682).
Сестра му София Теодора (1703 – 1777) се омъжва на 2 септември 1721 г. в Кастел за граф Хайнрих XXIX Ройс-Еберсдорф (1699 – 1747). Полусестра му Шарлота Юлиана (1670 – 1696) се омъжва на 3 февруари 1695 г. в Кастел за граф Йохан Фридрих фон Кастел-Рюденхаузен (1675 – 1749).
След ранната смърт на баща му през 1709 г. той първо е под опекунството на чичо му граф Фридрих Еберхард фон Хоенлое-Кирхберг и съпругата му.
Август Франц Фридрих следва във Франкфурт на Одер от 1724 до 1726 г. Заедно с братята си и полубрат си той поема управлението на графството. Август Франц Фридрих умира на 16 май 1767 г. в Кастел.

## Фамилия
Август Франц Фридрих се жени на 15 юли 1737 г. в Бранитц в Котбус за графиня Луиза Хенриета фон Пюклер, с която има една дъщеря, която умира малко след раждането:
- Доротея Августа Ердмута Хенриета (* 19 февруари 1740 в Бранитц; † 13 април 1740 също там)[2]